# فردریک داگلاس
فردریک داگلاس (انگلیسی: Frederick Douglass؛ ح. فوریه ۱۸۱۸ – ۲۰ فوریه ۱۸۹۵) یک روزنامه‌نگار، دیپلمات و نویسنده اهل ایالات متحده آمریکا بود. فردریک داگلاس یکی از رهبران بزرگ ضد برده داری در آمریکا بود.

## زندگی به عنوان برده
در سال ۱۸۱۸ در ایالت مریلند ایالات متحده آمریکا به دنیا آمد. وی در زمان تولدش یک برده بود. او صاحبان زیادی داشت. همسر یکی از صاحبانش به او اجازه داد تا درس بخواند؛ ولی وقتی صاحبش این را فهمید او را از درس خواندن بازداشت. او در این زمان اولین بار به آزادی فکر کرد.
داگلاس دورگه بود. از پدری آمریکایی (در ژن او اثراتی از ژن اروپایی نیز به چشم می‌خورد) و مادری آفریقایی زاده شده بود. همان‌طور که تاریخ‌نویس دیوید دبلیو. بلایت در کتاب زندگینامه داگلاس چاپ ۲۰۱۸ نشان می‌دهد، بدون شک پدر او سفیدپوست بوده‌است. و او می‌گوید که مادرش هریت بیلی نام او را هم نام با نام پدربزرگش انتخاب کرده‌است. فردریک سالها پس از فرار به سمت شمال، نام میانی و نام خانوادگی خود را کنار گذاشت و نام خانوادگی داگلاس را برای خود برگزید.

## از بردگی تا آزادی
او یک بار تلاش کرد از دست صاحبش کلنل لیولد فرار کند ولی موفق نشد. در سال ۱۸۳۶ دوباره به فکر فرار افتاد ولی باز هم نتوانست. در آخر در ۳ سپتامبر ۱۸۳۸ موفق شد از دست صاحبش بگریزد او از طریق راه‌آهن گریخت و به نیویورک رفت.
در سوم سپتامبر ۱۸۳۸ داگلاس توسط قطار فیلادلفیا که در ویلمینگتون و بالتیمور تتازه تأسیس بود و به سمت شهرهای شمالی میزرفت، دست به فرار زد. (P.W. & B.) منطقه ای که او در آن سوار قطار شد، شرق ایستگاه قطاری بود که فاصله کمی با منطقه پیشرفته لنگرگاهی شرقی و ایتالیای کوچک بود. آن منطقه بین پرزیدنت و خیابان فلیت در شرق «باسین» در لنگرگاه بالتیمور در شمال غربی رودخانه پاتاپسکو بود که در سالهای ۱۸۴۹–۱۵۰ ساخته شده بود. (آنجا جایی بود که بسیاری از بردگان توسط خطوط قطار زیرزمینی در طول جنگ داخلی، با استفاده از قطار، دست به فرار زدند)

## فعالیت‌های ضد برده‌داری

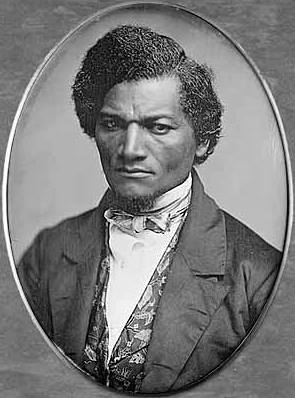
داگلاس در حدود ۱۸۴۷–۱۸۵۲

او یک بار در یک جلسهٔ ضد برده داری شرکت کرد و در آن جلسه سخنرانی کرد. از آنجایی که سخنران بسیار خوبی بود همه از سخنان او خوششان آمد. به زودی به جلسه‌های دیگر ضد برده‌داری هم دعوت شد. او به یک سخنران خوب تبدیل شد و به شهرهای دیگر می‌رفت و برای مردم آنجا سخنرانی می‌کرد. در بسیاری از شهرها بعضی از مردم خشمگین که نمی‌خواستند برده‌داری تمام شود به او اعتراض می‌کردند ولی هر روز محبوبیت او بیشتر می‌شد.
فردریک داگلاس خطیبی چیره‌دست بود که محبوبیت فراوانی داشت و در حین تلاش برای کسب هویت تازه و دستیابی به آزادی ارزشمندش، افکار و احساسات عمیقش را با دیگران در میان می‌گذاشت و بقیه را در آن شریک می‌کرد. او صحبت‌هایش را از پشت تریبون آغاز می‌کرد، اما در ادامهٔ حرف‌هایش، بر روی صحنه آزادانه به این سو و آن سو می‌رفت و مستقیم و صمیمانه با تماشاگران حرف می‌زد.
فردریک داگلاس در سال ۱۸۴۵ در کتاب روایت زندگینامهٔ فردریک داگلاس یک بردهٔ آمریکایی (به انگلیسی: autobiography Narrative of the Life of Frederick Douglass, an American Slave) زندگینامهٔ خود را به عنوان یک برده نوشت.
روایت جذاب و اثرگذار فردریک داگلاس از تجارب شخصی خودش به عنوان برده، حقایقی تراژیک دربارهٔ اسارت بشر را بازگو می‌کند: اینکه انسان چگونه به بردگی در می‌آید و این برده چگونه به کسی بدل می‌شود که سرانجام مشاور آبراهام لینکلن و نماینده دیپلماتیک ایالات متحد در هائیتی و جمهوری دومنیکن می‌شود.
او سفرهایی نیز به انگلستان و ایرلند انجام داد.

## قبل از جنگ داخلی آمریکا
او در زمان جنگ داخلی آمریکا یکی از مشهورترین سیاهپوستان در کشور آمریکا بود. او به خاطر فعالیت‌های انسان دوستانه‌ای که انجام داده بود در بین مردم مشهور بود.

## جنگ داخلی آمریکا
او با ارتباطی که با آبراهام لینکلن رئیس‌جمهور آمریکا در زمان جنگ داخلی آمریکا داشت یکی از رهبران این جنگ و مشاور مخصوص رئیس‌جمهور لینکلن شد. بعد از جنگ هم چند پست بزرگ دولتی به وی سپرده شد.

## مرگ
فریدریک داگلاس در ۲۰ فوریه ۱۸۹۵ در ۷۷ سالگی در شهر واشینگتن دی سی در گذشت.
در سال ۲۰۱۶ گوگل ۱۹۸مین سالگرد تولد فریدریک داگلاس را با تغییر گوگل دودل گرامی داشت.

## اعتقادات مذهبی
در دوران کودکی در چندین مراسمم مذهبی شرکت کرد و در دوران نوجوانی چندین بار به سوفیا آلد، در حالی که انجیل می‌خواند، گوش داد. زمانی که به سوادآموزی علاقه‌مند شد، شروع به خواندن انجیل کرد او در نهایت به دین مسیحیت روی آورد.

## زندگی خانوادگی

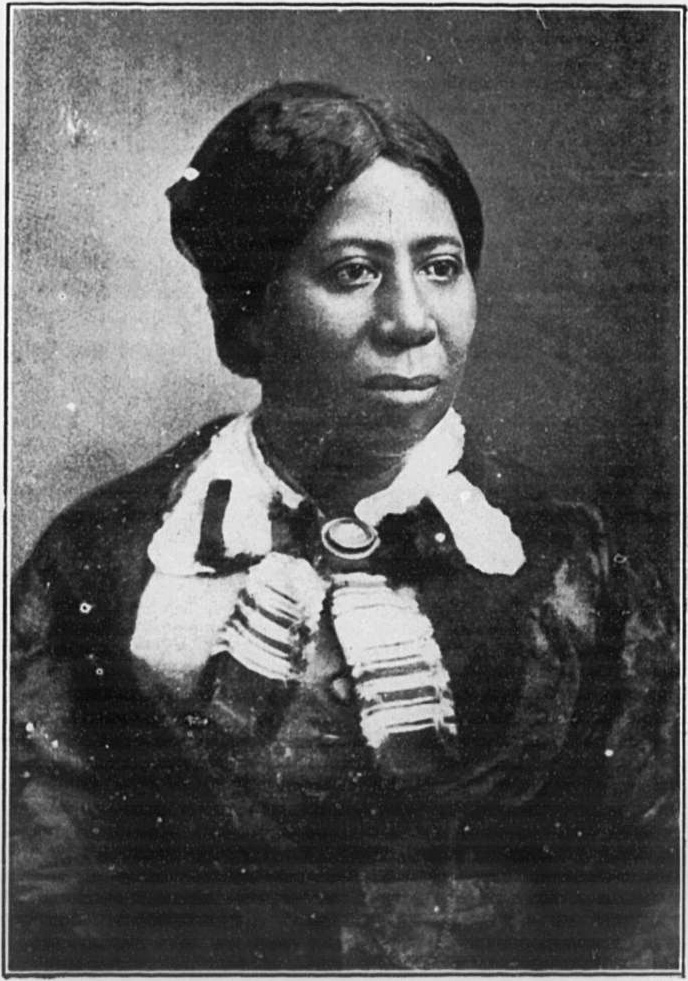
عکس آنا موری داگلاس (1813-1882)، همسر اول فردریک داگلاس

داگلاس و همسرش آنا مری، صاحب ۵ فرزند به نام‌های روزتا، لوئیس هنری، فردریک جونیور، چارلز ریموند و آنی بودند. آنی در ده سالگی از دنیا رفت. چارلز و روزتا به انتشار روزنامه‌اش کمک کردند.
آنا داگلاس یک پشتیبان وفادار در کار عمومی همسرش بود. روابط فردریک با جولیا گریفیثس و اوتیلی اسینگ دو زن که فردریک از نظر کاری با آنها در ارتباط بودو باعث دور زدن تهمت زمینن خواری شد. اسینگ زن جوان آلمانی ای بود که با داگلاس در سال ۱۸۵۶ مصاحبه کرد و بسیاری عاشق وی شد. او داگلاس را به جامعه شاعران و فیلسوفان و به بسیاری از فرهنگ‌ها معرفی نمود.